# Nahošice (zámek)
Nahošice jsou zámek ve stejnojmenné vesnici u Blížejova v okrese Domažlice. Postaven byl na místě starší tvrze v průběhu osmnáctého století.

## Historie
Prvním panským sídlem v Nahošicích bývala gotická tvrz založená nejspíše již ve čtrnáctém století rodem nahošických vladyků. V letech 1454–1465 tvrz patřila Vojslavovi z Branišova, po něm Janu Vojslavovi z Branišova a od roku 1515 Mikuláši z Branišova, který byl purkrabím v Domažlicích. Mikuláš mezi roky 1521–1524 prodal Nahošice s tvrzí a dvorem Václavu Henigarovi ze Seeberka. Jeho potomkům statek patřil až do období po bitvě na Bílé hoře, kdy Václav Henigar ze Seeberka odešel ze země, a panství prodal Aleně Salomeně Černínové z Chudenic. Po ní statek zdědil její třetí manžel Jan Jindřich Morl z Letína, ale od vdovy po něm panství v roce 1666 získal František Maxmilián Černín z Chudenic. Jako další majitelé se do roku 1761 vystřídali Schirndingové ze Schirndingu a Ottové z Ottenthalu, po kterých následovaly další tři šlechtické rody. Někdy v té době byla tvrz barokně přestavěna.
Během devatenáctého století zámek patřil různým měšťanským rodinám. V roce 1810 ho koupili bratři Petr a Jakub Prušákové a některý člen jejich rodiny nechal zámek okolo roku 1865 přestavět v neorenesančním stylu. Poslední zásadnější úpravy proběhly začátkem dvacátého století, kdy byl zámek doplněn o zadní věžičku. Ta původně obsahovala i vodojem, který byl v sedmdesátých letech dvacátého století odstraněn. Poslední oprava zámku proběhla v letech 1994–1995.

## Stavební podoba
Jednopatrový zámek měl původně obdélníkový půdorys. Z barokního období se dochovaly zejména klenby ve dvou přízemních místnostech. Na počátku dvacátého století byla k průčelí připojena přístavba s pětibokým věžovitým rizalitem. Na opačné straně vzniklo dvouramenné schodiště, které překonává přilehlou silnici a zpřístupňuje zámecký park přímo z prvního patra.

## Další fotografie

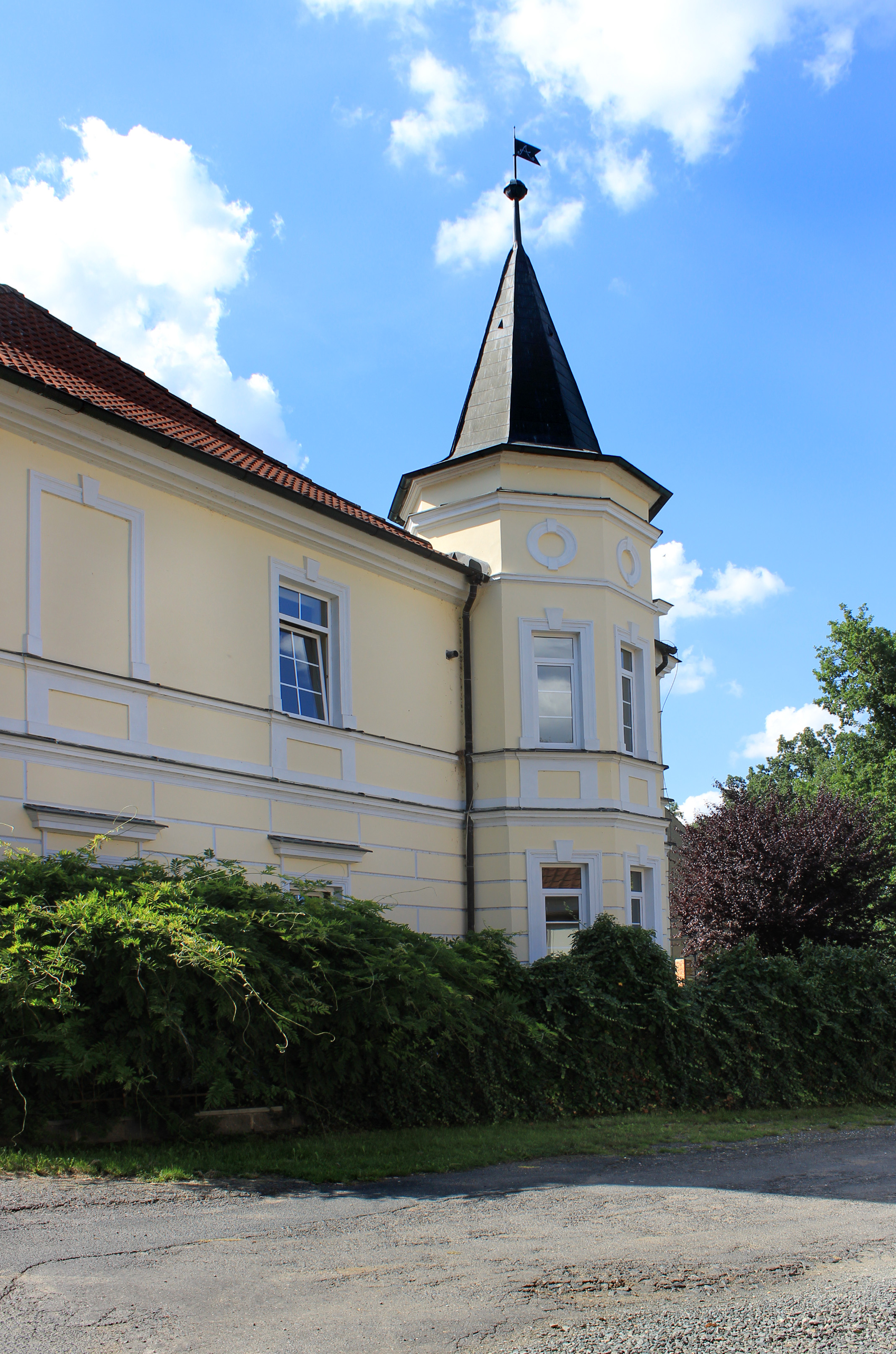
Boční stěna s věžičkou
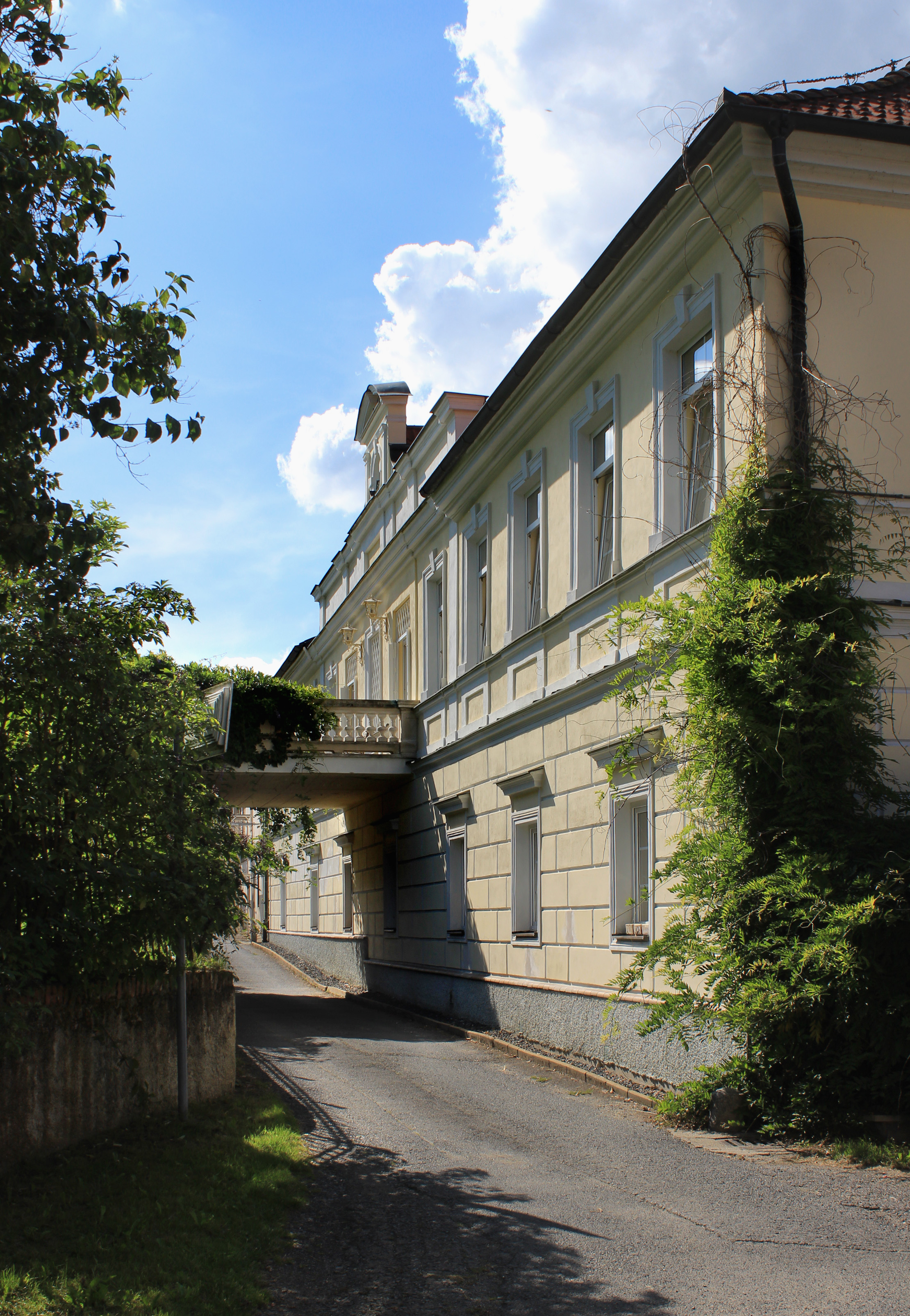
Čelní stěna s balkonem